# Мадона (католицизъм)
Вижте пояснителната страница за други значения на Мадона.
Мадона е римокатолическото название на Дева Мария, майката на Иисус. Думата идва от италиански език - „Mia Donna“ (в буквален превод на български: „Моята дама“).
В изобразителното изкуство, скулптурата и иконографията има много трорби на тема Мадоната с Младенеца – Дева Мария държи Иисус, изобразяван като бебе или дете. В християнството това е една от основните икони.
Според ренесансовия и готическия модел Мадоната е изобразявана седнала, държи Иисус в скута си или го е прегърнала. Според по-ранните традиции Иисус е изобразяван до Дева Мария с вдигната за благословия ръка.